# Fred S. Purnell
Fred Sampson Purnell, född 25 oktober 1882 i Fountain County, Indiana, död 21 oktober 1939 i Washington, D.C., var en amerikansk republikansk politiker. Han var ledamot av USA:s representanthus 1917–1933.
Purnell studerade juridik vid Indiana University och inledde 1904 sin karriär som advokat i Attica, Indiana. År 1917 efterträdde han Martin A. Morrison som kongressledamot och efterträddes 1933 av Eugene B. Crowe. Purnell avled 1939 och gravsattes på Rockfield Cemetery i Fountain County.